# ナスカの地上絵
座標: 南緯14度43分 西経75度8分 / 南緯14.717度 西経75.133度

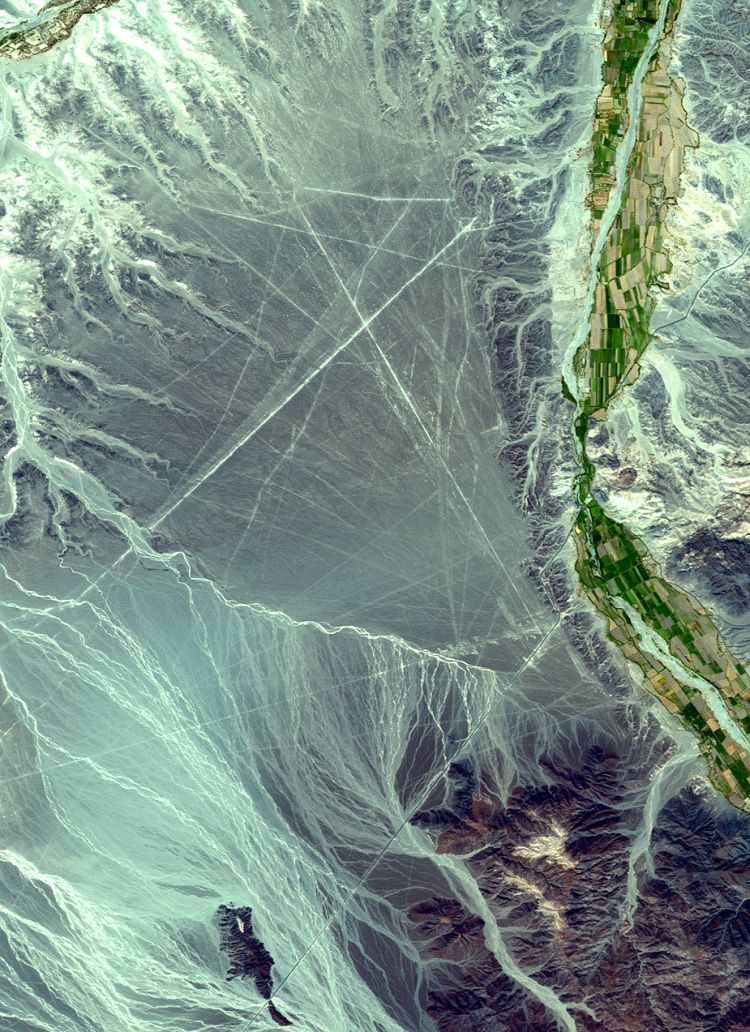
地上絵の全体が分かる衛星画像。右側が北で、広大な大地に無数の直線が描かれていることが分かる。なお動植物を描いた絵はこの写真では小さすぎて確認できない。北にある川の対岸には、「パルパの地上絵」エリアがあり、ここにも多数の地上絵がある。

ナスカの地上絵（ナスカのちじょうえ、Nazca Lines）は、南米大陸ペルーのナスカ台地の砂漠地表面に、砂利の色分けによって描かれた幾何学図形や動植物の絵の総称。古代ナスカ文明の遺産であり、ナスカ文明早期（西暦紀元前3世紀～1世紀）と推定される地上絵もある。あまりに巨大なため地上からは全体像を把握しにくく、1920年代末にペルーの首都リマと南部アレキパを結ぶ定期空路が開設され、上空からの「発見」で有名になった。
ナスカ台地は約400平方キロメートルの広さがあり、ナスカ川とインヘニオ川に囲まれているが、乾燥した気候で地上絵は浸食されず残って来た。航空機からの目視で判別できる絵のほか、日本の山形大学ナスカ研究所などはドローンによる撮影を含む航空写真、人工衛星の撮影画像を人工知能（AI）で解析して地上絵候補地点を探す手法を導入し、確認された地上絵は2023年2月までに733点（「面タイプ」683点、「線タイプ」50点）に急増している。これから分析・調査するエリアにも多数の地上絵があると推測されている予測されている。割れた土器が落ちている地上絵もあり、描かれた理由としては宗教上の儀礼や巡礼のためなど諸説ある。
ナスカの地上絵のエリアのすぐ北には、川を挟んでパルパの地上絵（パルパのちじょうえ、en:Palpa Lines）と呼ばれる同じぐらい広大な山岳地帯の地上絵のエリアがある。ナスカの地上絵の1000年前パラカス文化の時代に描かれたとされる数多くの幾何学図形と地上絵が描かれているが、観光地化されていないので一般にはあまり知られていない。ナスカの地上絵とパルパの地上絵はともに世界文化遺産に登録されている。
また、ナスカの地上絵のエリアから川を挟んですぐ南にはカワチの階段ピラミッド群があり、その関係性は深いと予想されている。
TBSの世界遺産 World Heritage公式YouTubeチャンネルでは、ドローンによる非常に高画質な地上絵の映像を見ることが出来る。

## 概要
ナスカの地上絵は1926年、アメリカ合衆国の文化人類学者のアルフレッド・クローバーとペルーの考古学者メヒア・ヘスペによって直線状のものが発見された。
動物の地上絵を発見したのはアメリカ合衆国の歴史学者ポール・コソックで、1939年6月22日に上空を飛行した時に発見された。その後ドイツの数学者マリア・ライヘが終生この地に住み着き、彼女を中心として、地上絵の解明作業と、保護が行われるようになった。
近年でも新たな地上絵が発見されている。山形大学は2011年1月18日、坂井正人人文学部教授（文化人類学・アンデス考古学）らのグループがペルー南部のナスカ台地で新たな地上絵2つを発見したと発表した。新たな地上絵2つ（人の頭部、動物）はナスカ川の北岸付近で見つかった。人間の頭部と見られる絵は横約4.2m、縦約3.1mで、両目・口・右耳の形が確認されている。動物と見られる絵は、横約2.7m、縦約6.9m。種類は特定できていない。山形大学は2012年10月30日にナスカ市にナスカ研究所を開所した。2013年に入って同大はさらに2つ並んだ人物と見られる地上絵を発見し、更に2015年には24点もの地上絵が新たに発見されたと発表した。また2019年には143点もの地上絵が新たに発見されたと発表した。
近年、自動車の侵入による破壊が著しく消滅の危機にある。具体的な人為的破壊の例としてはグリーンピース (NGO)のパフォーマンスによるものが知られている。地上絵のあるエリアは保護のため許可なしには立ち入れず、立ち入りの際には専用の靴を履くこととなっているがそれが守られなかった。また、いたずらによるものと思われる地上絵も複数発見されている。

## 主な地上絵の規模

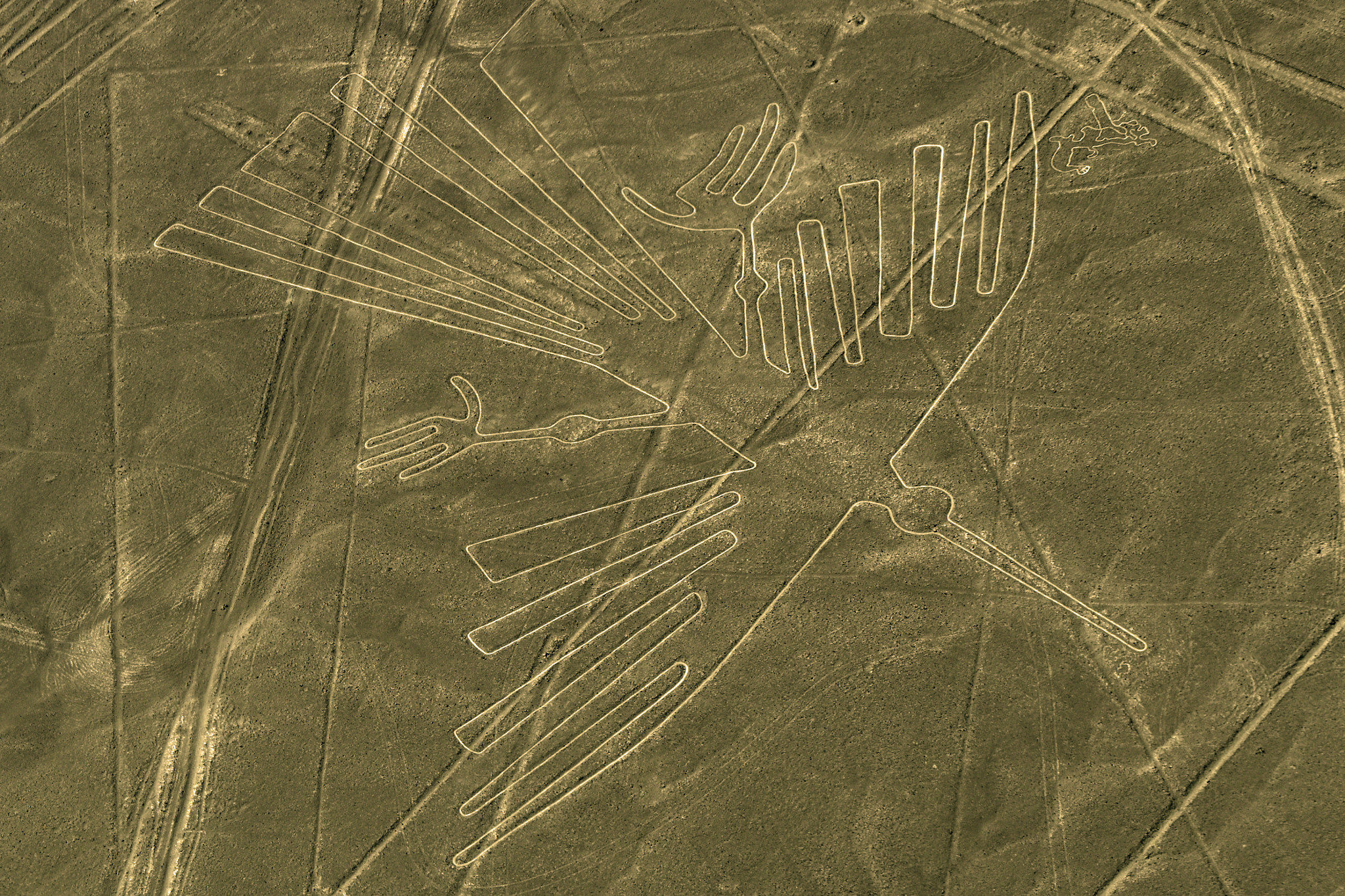
有名なコンドルの絵

ナスカの地上絵の中では動物や昆虫等の絵が特に有名であるが、それは地上絵全体からすれば極々一部の比較的小型の絵であり、地上絵の大部分は地平線まで続く無数の正確な直線を含む、動物の絵とは比較にならないほど巨大で膨大な数の幾何学図形である。特に滑走路のように見える細長い台形、もしくは三角形のモチーフはエリア全体に渡って無数に描かれている。

## 立地と環境
ナスカの地上絵が立地する場所は、ペルー南海岸地方の北から南へ走る丘陵と東方のアンデス山脈の麓との間にある、パンパ＝コロラダ、パンパ＝インヘニオと呼ばれる細長い盆地である。
長い年月の間に、西方や東方の比較的高い場所からの水の流れが、浸食した土砂を盆地に運び続けた。このような土砂は細かくて明るい色、黄白色をしている。この土の上に、時々大洪水によって多量の石を含んだ土砂が運ばれる。細かい土は、南風によって吹き飛ばされ、比較的大粒の礫や岩石が残される。
岩石は早朝は露に濡れるが、日中は焼け付くような砂漠の太陽に照らされることを繰り返すうちに、表層の岩石はやがて酸化して暗赤褐色になる。岩石が日中の太陽で熱をもつので、その熱の放射で地表に対して暖かい空気層をつくり出し、南風による表面の浸食を防ぎ、雨もほとんど降らない気候環境から雨による浸食もほとんどない状況をつくり出した。
ナスカの地上絵は、このような盆地の暗赤褐色の岩を特定の場所だけ幅1m～2m、深さ20～30cm程度取り除き、深層の酸化していない明るい色の岩石を露出させることによって「描かれて」いる。規模によってはもっと広く深い「線」で構成されている。地上絵の線は最初に線の中心から外側へ暗赤褐色の岩、砂、砂利を積み上げる、それから線の中心部分に少し残った暗赤褐色の砂や砂利も取り除いて明瞭になるようにしたと推定される。

## 地上絵のマッピングと学術研究
ナスカの地上絵の制作方法,意図解明や地上絵の分布図作成、出土品のカタログ化を含む研究は、米国の大学(文化人類学部,考古学部)で主に進められているが、現地調査がペルー政府によって認められているのは坂井正人率いる「山形大学 ナスカ研究所」のみである。
2019年9月18日、山形大学はIBMワトソン研究所と地上絵の共同研究を行なうための学術協定を締結した。IBM Cloud上で提供される「PAIRS Geoscope」といった3次元時空間地理データ統合解析システムや、IBMのAIプロダクトであるWatsonを利用し、航空レーザー測量、衛星写真、合成開口レーダー、ドローン(多波長センサー)、地上型3Dスキャナー等で得られた全てのデータを整理して分析できるようにする。
山形大学では2018年から日本IBMと共同で、高解像度の空撮写真などの大容量データをもとに、高速に処理できるAIサーバー「IBM Power System AC922」上に構築された深層学習プラットフォーム「IBM Watson Machine Learning Community edition」を使用し、地上絵を自動検出できるAIモデルを開発し、それを地上絵の発見に活用している。
具体的には、山形大学が所有していたナスカ台地の東西5kmの範囲に渡って撮影された線や面の地上絵の航空写真を、教師データとして学習させたという。現在、精度の向上が課題となっている。
今後、気候変動や都市開発の拡大などによって地上絵そのものが消えてしまう可能性が高くなる。そのような危機に備えて山形大学は保存作業を進めている。

## 描かれた年代

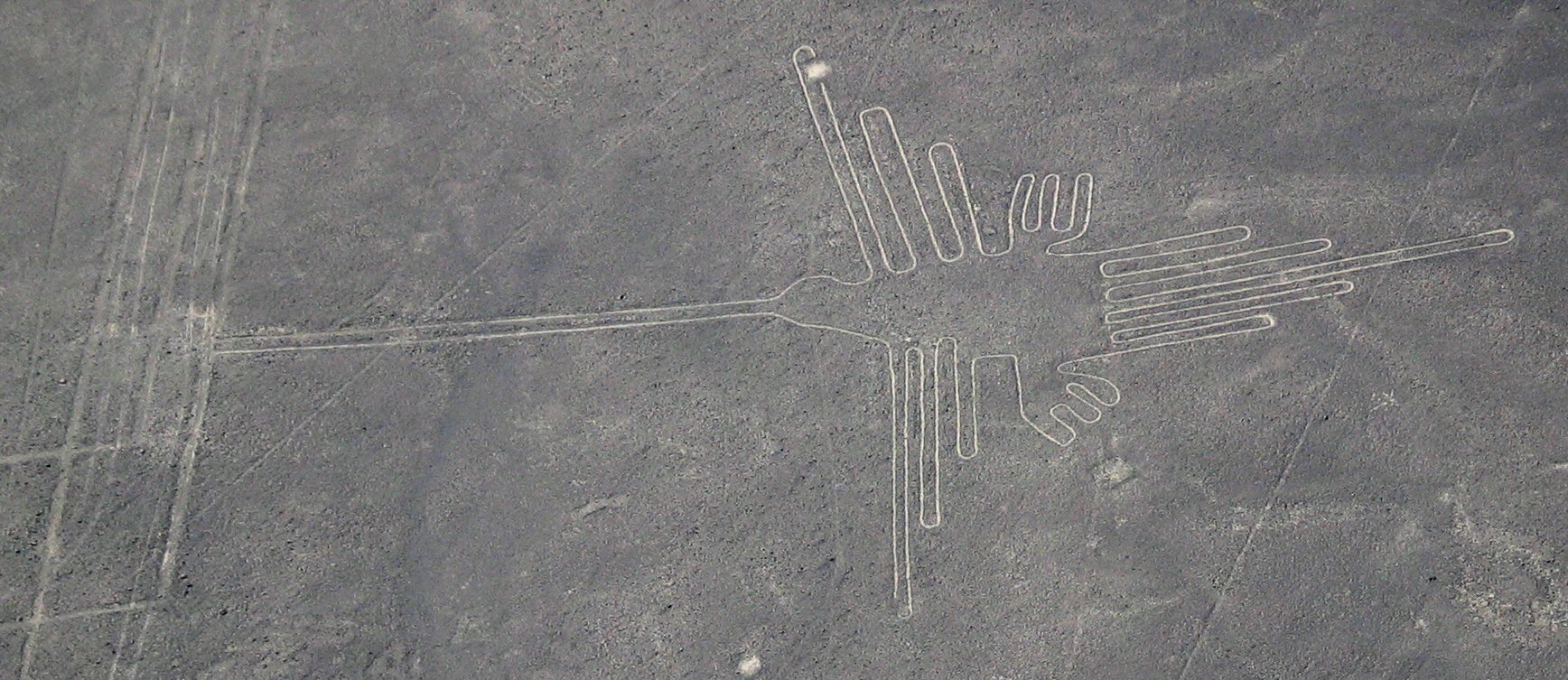
地上絵の航空写真（ハチドリ、一筆書きに注意）

ナスカの地上絵が描かれた年代は今からおよそ2000年前、パルパの地上絵は更に古く今から3000年ほど前に描かれたものと言われている。
地上絵にはサル、リャマ、シャチ、魚、爬虫類、海鳥類が描かれ、ナスカ式土器の文様との類似点が指摘されてきた。
1953年、コロンビア大学のストロング (W. Duncan Strong) は、パンパ＝コロラダに描かれた直線のうち、土中に打ち込まれた木の棒で終わっているものがあるのに気づいた。こうした棒のうち一本をC14法で年代測定を行ったところ、西暦525年頃、誤差前後80年程度と判明した。
また、1970年代のはじめ、G.S.ホーキンズ (Gerald S. Howkins) は、パンパ＝コロラダで多くの土器の破片を採集し、ハーバード大学のゴードン・R・ウィリー (Gordon R. Willey) とカリフォルニア大学バークレー校のジョン・H・ロウ (John H. Rowe) に鑑定を依頼したところ、そのうち、85%がナスカ様式の土器だと判明した。残りの土器はそれ以後の時代、10〜14世紀のものだった。
同じ頃、ペルー文化庁のラビーネス (Rogger Ravines) も、パンパ＝コロラダの周辺の遺跡から土器片を収集して、観察した結果、全てナスカ様式だった。これは、地上絵の近隣の遺跡は地上絵を描くための一時的な労務者集団の野営地とも考えられている。これらの結果から、時期的には、先行するパラカス文化の終わる紀元前200年頃から西暦800年頃のナスカ文化の時代に描かれたものだとほぼ確定されている。

## 地上絵を描いた意味

### マリア・ライヘなどによる暦法関連説
地上絵の線についてはマリア・ライヘが、夏至と冬至に太陽が日没する方向に一致するものがあることを明らかにした。さらにマリア・ライヘは、平行でない一連の直線は数世紀にわたる夏至と冬至に日没する方向を示していると考えている。また、ホーキングも線の方向についてコンピューター分析を行ったところ、1年の太陽と月の運行の方向に合うものが偶然と考えられる場合の2倍に達するという結果を得ている。
このことからナスカの地上絵には暦学的性質があることがわかる。乾燥した南海岸地域の人々にとって夏至と冬至は、雨季と乾季の始まりであり、当然農業を行う時期や祭儀などに深く関連することが推察できる。
しかし、数百本という線から構成される地上絵で天体の運行と一致するものはあまりにも少ない。暦法関連説では、その一致しない地上絵の説明は全くつかないため、現在この説を単体で支持する学者は多くない。

### 社会事業説
イリノイ大学のザウデマ (R. Tom Zuidema) のインカ社会についての研究に、次のような事例がある。インカの首都クスコからは、あらゆる方向に仮想直線が伸びていて、その位置は、一連の神殿によって示されていた。そして1年中毎日、クスコの住民のうちそれぞれ違う一族がそれぞれ違う神殿を礼拝した。クスコの「谷の広場」には、1年の儀式カレンダーが精密に記され、農耕順序や社会的義務や軍事活動などに関する情報は、その都度、クスコの人々に象徴的に伝えられた。またインカの人々は、クスコを「ピューマ」とよび、そこの住民たちを「ピューマの体内の構成員」と呼んだ。谷間の地形によって多少歪んでいるものの、都市計画としては、クスコはピューマに似たプランで築かれている。
ワリ「帝国」の研究で知られるW.イスベルは、ナスカの地上絵の機能について、この事例が参考になると考えている。
また、ナスカの社会には、ワリやクスコのような中央集権的な食料管理制度と食料貯蔵施設がなく、局所的、家族的なレベルで豊作時の食料を保管していたので、豊作時に人口が増え、不作時に死亡者がでやすい状況にあった。そのため、豊作だった場合の個人貯蔵分について、大規模な労働力を投入する必要のある儀式活動に注意を向けさせ、祭祀「施設」の「建設」＝地上絵を「描く」活動に従事する労務集団に食糧を供給するために強制的に取り立てるシステムができていて不作時に備えていた、とイスベルは考えている。そして、一方で、暦に関する資料については、暦を特に天文学的観測と詳しく照合する必要のあるときには、キープによる方法は非実際的で、記録することは難しいと考えられる。このことから、利用可能で最も永続する素材としても地表が選ばれた、と考えている。

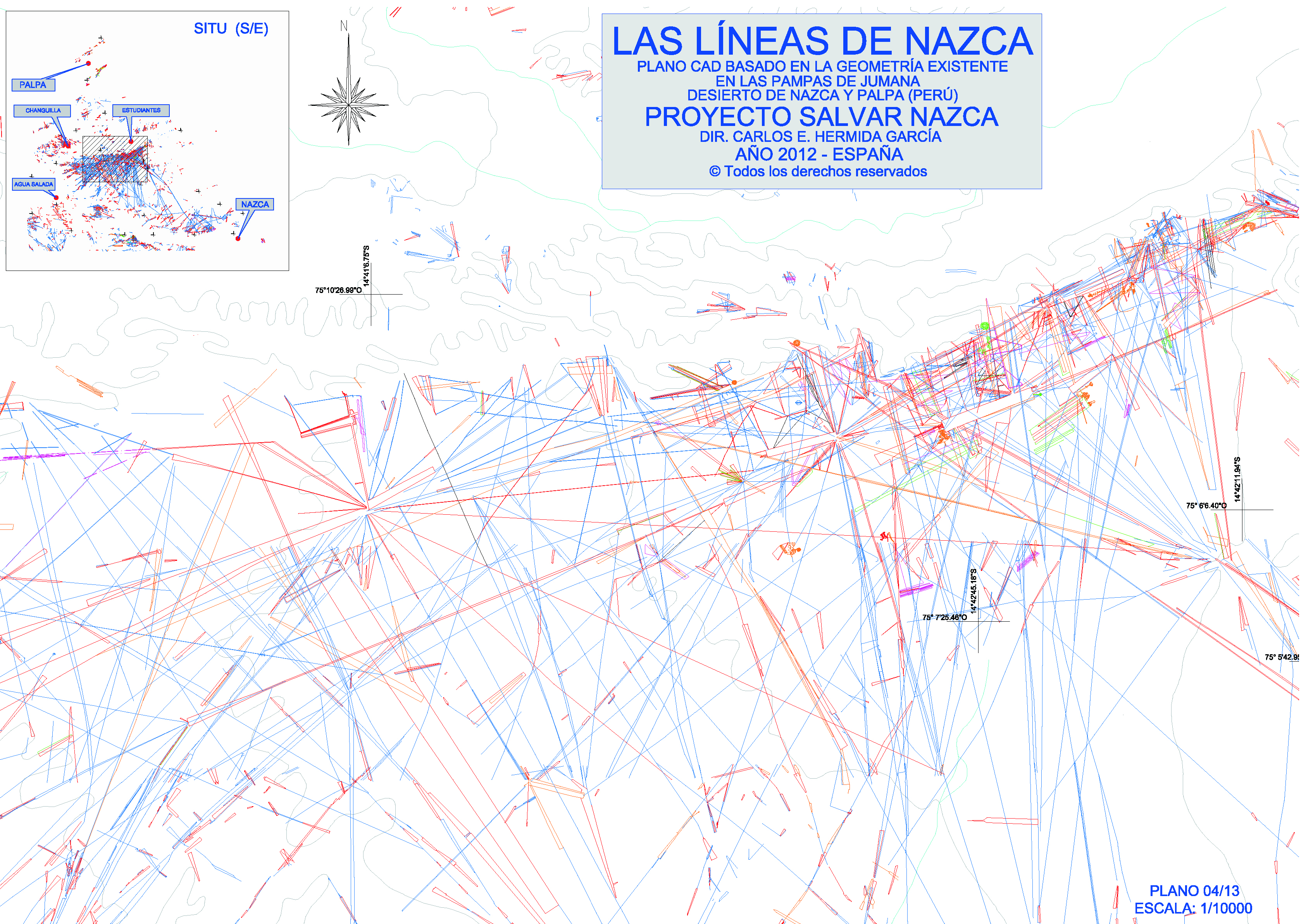
高密度なネットワークと多くの直線

イスベルのこの考え方は、彼がインカや先行するワリの研究から、日本の律令時代の雑徭のような労働力を税として「公共事業」に提供する制度であるミタ制度の先駆と想定していると推測される。
研究者たちは、「文字を持たない社会がどのように組織を動かすか」という重要な情報を貯えようとする試みが、地上絵に反映されていると考えている。

### 雨乞い儀式利用説
ナスカの地上絵が作られた理由については、「ナスカの地上絵は一筆書きになっており、それが雨乞いのための楽隊の通り道になった」という、ホスエ・ランチョの説もある。ペルーの国宝の壺にもこの楽隊が描かれたものがある。また、現在も続いている行事で、人々は雨乞いのために一列になって同じ道を練り歩く。この道筋としてナスカの地上絵が作られた可能性がある。ナスカの東にあるボリビアの村では、今でも楽隊や人々がライン上を歩く儀式が行われていることが人類学者であるヨハン・ラインハルトの調査で判明した。
地上絵の線の上や周辺から、隣国エクアドルでしか取れない貴重なスポンディルス貝（鮮やかな赤い色をしたウミギク科の貝）の破片が見つかっている。当時は雨乞いの儀式でこの貝が使用されたことが他の遺跡研究から分かっている。そのため、ペルー人考古学者のジョニー・イスラも雨乞い説をとっている。

### 灌漑、水のコントロールに活用された説
米国のGregory Charles Herman博士は、ナスカに書かれた大量の直線と多くの台形および長方形が「水の流れをコントロールするため」に作図されたものである可能性を指摘した。
この線群は、自然の水理地質学的条件を人為的に拡張し、山の小川を流れ落ちる季節の雨水を「帯水層の上にある灌漑用の畑にそらす」ために作成されたと主張する。ナスカのラインは、山の流出を砂漠の帯水層に注ぎ込むために、緩やかに自然傾斜された地層の断層ブロックが配置されている頂点の東側の側面で作られているという。しかし水路にしては線が浅すぎる、線のネットワークが多すぎることがこの仮説が支持される可能性を低くしている。

## 推定されている描画の方法

### 拡大法
様々な図形を大規模に描き上げた方法としては、十分な大きさの原画を描き上げた上で適当な中心点を取り、そこを起点にして放射状に原画の各点を相似拡大する方法、「拡大法」が採られたという説が提唱されている。成層圏などの超高々度からでなければ見えないものもあるため、上記のような方法で本当にできるのかと指摘されたこともあるが、地上絵の端にあった杭の存在や、地上絵の縮小図の発見などを考えると拡大説が妥当と考えられている。
九州産業大学工学部の諫見泰彦准教授（建築教育学）はこの方法を参考に、小学校の算数の総合学習として、児童による画鋲2個と糸1本のみを使ったナスカの地上絵の再現（実物大再現を含む）を、グラウンドや体育館で20回以上実践。児童15名から160名により、いずれも開始後150分以内で再現に成功した。ナスカの地上絵を題材として、算数の単元「比例」と測量技術とのつながりを体験的に学ぶこの学習プログラムは、独立行政法人科学技術振興機構の地域科学技術理解増進活動推進事業に採択されて全国各地の小学校・科学館等で実施され、基礎科学教育分野の優れた実践研究成果として第5回小柴昌俊科学教育賞（財団法人平成基礎科学財団主催）を受賞した。この研究成果により、日本の小学校程度の算数の知識があれば、地上絵の描画は充分可能であることが証明された。

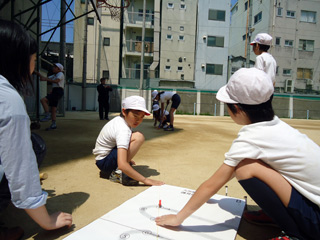
地上絵の再現（測量）
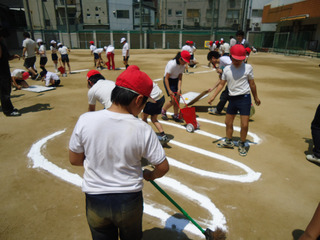
地上絵の再現（描画）

### 目視による描画
山形大学の坂井正人教授（文化人類学・アンデス考古学）は現代のナスカでも地上絵が描かれていることを知り、2008年の夏に現地調査を行った。2003年に、この地方に住む2人の女性が30分ほどかけて山の斜面に30m以上の大きさがあるキリスト教の聖母像を制作していた。
絵を描く手法はこの地域で行われている畑に種をまく時の方法を応用したものであった。この地域では、種まきをする際、複数人が横1列に並び、同じ歩幅で一緒に前進する。計測用具は使用せず、目と歩幅で距離を測定する。女性たちはこれと似た方法で右と左に分かれ、歩幅をそろえて協働しながら絵を描いたと坂井に説明したという。
坂井は制作者にキツネの写真を渡し、20mほどの地上絵制作を委嘱したが、2人は写真を見ただけで歩幅を割り出し、15分程度で絵を描いてみせた。片足で地面の表面を覆っている黒く酸化した石を蹴飛ばして取り除き、その下の岩石を露出させて大地に白い線を描くという手法を用いていた。この場合、線の幅は20cmほどとなる。ナスカ期の動物の地上絵に関しても、後の調査で線の幅が20cmほどであることがわかった。
坂井教授はこの話を参考に、2009年秋、山形県天童市立天童中部小学校でこの手法を用いて絵の制作を試みた。児童及び保護者により校庭で制作が行われ、大型の地上絵を製作することができた。

## 現代の産物との誤認
近年、アメリカ合衆国の資源探査衛星ランドサットが南緯14度45分 西経75度15分 / 南緯14.750度 西経75.250度付近で撮影した画像に、全長50kmにも及ぶ巨大で正確な矢印を発見し、「全長50kmにも及ぶ巨大な幾何学図形が発見」と報告されたが、2009年の科学研究費助成事業報告においてALOS画像報告とともに「送電線」「道路」と解説されている。送電線と道路によって出来た現代の産物を地上絵として誤認してしまう事例もある。しかし現代人がここ100年間構築した道路や送電線は、知らず知らずのうちにナスカの地上絵として古代人が描いた直線の上に整備されてしまっている事例もある。ナスカの直線ネットワークは引いて見た場合だと確認しにくいが実際には巨大であるため、そのネットワーク全体を作品として考える場合は、現代の産物を取り除いて認識することが重要である。

## 世界遺産の登録
1994年12月17日、UNESCOの世界遺産（文化遺産）に登録された。当初の登録名称は『ナスカとフマナ平原の地上絵』(Lines and Geoglyphs of Nazca and Pampas de Jumana)。2016年の第40回世界遺産委員会で『ナスカとパルパの地上絵』（Lines and Geoglyphs of Nasca and Palpa）に変更された。

### 登録基準
この世界遺産は世界遺産登録基準のうち、以下の条件を満たし、登録された（以下の基準は世界遺産センター公表の登録基準からの翻訳、引用である）。
- (1) 人類の創造的才能を表現する傑作。
- (3) 現存するまたは消滅した文化的伝統または文明の、唯一のまたは少なくとも稀な証拠。
- (4) 人類の歴史上重要な時代を例証する建築様式、建築物群、技術の集積または景観の優れた例。

- 所在地：リマから南へ約444kmにあるナスカ高原。

## ギャラリー
- ハチドリ
- コンドル
- サギ
- 巨人
- クモ
- オウム
- 犬
- 植物形態のグリフ
- サル
- ファミリー(パルパの地上絵)
- 幾何学図形とそれらをつなぐ直線群
- 巨大な三角形プラットフォーム